# SILT
SILT（シルト）は、2012年2月5日に船本恵太によって結成された日本のサンドアートパフォーマンスグループ。

## 沿革
2012年4月に、サンドアートパフォーマンスの教室を開校。2014年1月1日より、正式名称を「サンドアートパフォーマンスグループSILT-clarte-」（シルト-クラルテ-）へ改名
。同年、サンドアートファッションブランド「de S ert」を創立。

## 活動
株式会社フジ企画・音のメルヘン屋に所属。リーダーは船本恵太で、メンバーは黒咲いちご、櫁蜂、夜乃雛月、莉奈、安蘭、横田沙夜、あんじぃあんじゅ、ElizABETH、Lafietie（ラフィーティエ）。ただし、Lafietie、学業専念のため活動休止中である。
共演からの縁で、田中健のケーナと松崎しげるのギター演奏とのコラボでのライブパフォーマンスを柴俊夫主催の日本橋三井ホールでのコンサートに出演している。
UCCのカレンダーとプロモーション映像とカレンダーを手掛けた。サンドアートの商業イラストレーション分野の開拓をし、雑誌イラストレーション（玄光社）で4ページSILTが特集された。
ファッション雑誌DRESSの創刊イベントでのパフォーマンス、トヨタ博物館25周年記念イベント、関西マツダ、ジョニーウォーカー、ロクシタン、ランコム、カールF・ブヘラー、クライスラー、FIAT、パナソニック、東急百貨店、avex、三菱UFJモルガン・スタンレーPB証券、DELL、JAVA GROUP等の企業のサンドアートを手掛けている。梅下村塾の塾長、梅津昇一の卒寿記念のサンドアートをANAインターコンチネンタルホテル東京にてパフォーマンス。
オカザえもんとイベントでコラボをしサンドアートで描いたり、ドコモスマートフォンラウンジ名古屋のオープニング記念のサンドアートではドコモダケをサンドアートで描いたり、バンダイのカピバラさんのプロモーション映像でカピバラさんを描いたりと、その他にマビノギなど様々なキャラクターのサンドアートで手掛けている。
京楽ピクチャーズのゆうばり国際ファンタスティック映画祭2014用CM、ZIPのTVCM、スーパーニュースアンカーのコーナータイトル、快傑えみちゃんねるお正月特番のコーナータイトル等のTVや劇場用の映像も制作している。
ブルガリジャパンによる、東日本大震災の被害にあった子どもたちへの救済支援活動「Save the Children」のサンドアート映像を制作する。
伊藤左千夫生誕150周年に「野菊の墓」のサンドアートも手掛けた。夏目漱石の「こころ」生誕100周年に、TV番組「予告本」にて「こころ」をサンドアートで表現。同番組は、衛星放送協会オリジナル番組アワードにてオリジナル番組賞バラエティ番組部門最奨励賞を受賞した。
川本真琴書き下ろしのストーリーとコラボで、サンドアートの絵本「ぼくね、ほんとうはね。」出版、俳優座70周年記念・紀伊國屋ホール開場50年記念公演「七人の墓友」（紀伊国屋ホール）の舞台装置としてのサンドアート映像制作、青山ワンセグ開発の「カツサンド堂」（NHKEテレ）では、活弁士山崎バニラとコラボをし、サンドアートと活弁の融合、資生堂マジョリカマジョルカのプロモーション映像ではプロジェクションマッピングとサンドアートを融合など、新しい試みに挑戦をし続けている。
龍谷大学にて、浄土真宗の宗祖である親鸞を描いた。曹洞宗の大本山の永平寺がある永平寺町の文化祭にて永平寺町のイメージキャラクターえい坊くんを描いた。高野山1200年記念の高野山大学での田中健のライブに出演。京都東山花灯路に出演し、知恩院の三門前で、琳派400周年を記念したサンドアートを披露、尾形光琳の風神雷神などを描いた。4名のサンドアーティストが同時にパフォーマンスをし、2つのスクリーンにそれぞれ異なる砂絵を描き、それが一つの物語になるというものである。
SILTには、姉妹ユニットとしてサンドアートガールズデュオ「souffle」（スゥフル）が存在したが、2013年12月31日をもって解散した。souffleの衣装には、souffleによるデザインのサンドアートがプリントされたタイツが用いられ、販売もされた。

## 出演

### テレビ
- アジアンエース（TBS、2012年4月21日）
- 人脈作りバラエティー 片山陽加のスゴともっ!（スカパー!、2012年5月18日と6月17日の２回）
- ザ・プライムショー（映像の紹介、WOWOW、2012年5月29日と6月26日）
- 大阪ほんわかテレビ（読売テレビ、2012年7月15日）
- 27時間テレビ笑っていいとも！グランプリ（フジテレビ、2012年7月22日）
- ぶらり途中下車の旅（日本テレビ、2012年8月18日）
- notty★live（NOTTV、2012年10月9日）
- スパモク!!7DAYSチャレンジ人間が7日間で出来る限界を生放送で大発表（TBS、2012年9月20日）
- 所さんの学校では教えてくれないそこんトコロ!（テレビ東京、2012年10月12日と12月28日）
- シューイチ（日本テレビ、2012年12月2日）
- PON!（映像の紹介、日本テレビ、2013年5月22日と2013年8月19日）
- 火曜曲!（TBS、2013年6月18日）
- AKB映像センター（フジテレビ、2013年7月21日と2013年9月8日）
- 中居正広のミになる図書館（テレビ朝日、2013年9月10日）
- L4 YOU!（テレビ東京、2013年9月6日）
- 有吉反省会（日本テレビ、2013年10月20日）
- なかのひと。（北海道放送及びMUSIC-ON!TV、2013年11月19日と12月13日）
- 伝えてピカッチ正月スペシャル（NHK、2014年1月3日）
- 有吉くんの正直さんぽ（フジテレビ、2014年2月15日）
- 大人番組リーグ2 予告本（WOWOW、2014年3月30日、第4回衛星放送協会オリジナル番組アワードにてオリジナル番組賞 奨励賞（バラエティ番組部門）受賞）
- スクール革命!（日テレ、2014年5月11日）
- バンクルワセ（フジテレビ、2014年5月24日）
- 青山ワンセグ開発カツサンド堂（NHK Eテレ、放送日2014年6月6日、6月13日、6月20日、7月4日、山崎バニラの活弁とコラボ）
- 東京号泣教室（TOKYO MX、2014年6月30日）
- Colors 〜自分ヲ彩る色〜（BS朝日、2014年11月30日）
- みんなDEどーもくん！（NHK BSプレミアム、2015年1月11日、2015年3月24日）
- 青山ワンセグ開発 復活バトル・冬カツサンド堂（NHK Eテレ、放送日2015年1月23日山崎バニラの活弁とコラボ）
- 有吉くんの正直さんぽ 新作ぶらり＆もう一度歩きたい特選タウンSP（フジテレビ、2015年1月2日）
- 若大将のゆうゆう散歩（テレビ朝日、2015年2月9日）
- モヤモヤさまぁ〜ず2（テレビ東京、2015年6月14日）

### ラジオ
- いつもふたりで・・・（FMヨコハマ、2012年）

## 映像
- 「スーパーニュースアンカー」のコーナー「雨ニモマケズをさがして」タイトル映像（関西テレビ、2012年2月）[3]
- 「次世代型動画サイトHelloSpot」ウェブ用広告映像（2012年2月）[4]
- 「大日本アガ株式会社創立１００周年記念式典」式典上映用映像（2012年5月11日、名古屋マリオットホテル）[5]
- 「Vogue Fashion's Night Out 2012」ブルガリ表参道店上映用サンドアート映像「Bulgari x Save the Children for Tohoku」（2012年9月8日）[6]
- 「ブルガリ ブリリアント ドリーム アワード 2012」（2012年9月21日、グランドハイアット東京）[7]
- ロックバンドplenty全国ツアー「空が笑ってる」サンドアート映像（Zepp Nagoya、Zepp Namba、Zepp DiverCity、2012年10月13、14、21日）[8]
- 「イロート」PR映像（2012年10月29日）[9]
- 「ブルガリ クリスマスショップ」常設上映「Bulgari x Save the Children for Tohoku」（2012年12月12日～25日、日本橋三越１F鳳凰の間）[10]
- 「 快傑えみちゃんねる 抱腹絶倒！へび～級トークと笑いでどんちゃん騒ぎSP」コーナータイトル映像（関西テレビ、2013年1月1日）[11]
- 「ZIP」TVCM（2013年1月放送開始）[12]
- UCBジャパン キックオフミーティング上映用映像（2013年1月31日、新宿ベルサール）[13]
- L'Occitane「＆ Grasse」ウェブサイト用広告映像（2013年6月1日）[14]
- 「カピバラさんクレイアニメ」オープニング映像（2013年6月9日、日本、アメリカ、カナダ、香港、台湾、韓国）[15]
- 「嵐フェス'13」相葉雅紀サンドアート映像（2013年9月21・22日、国立競技場）[16]
- 京楽ピクチャーズ「ゆうばり国際ファンタスティック映画祭2014」用ＣМ（2014年2月28日～3月2日）[17]
- 東日本大震災追悼イベント「祈りのつどい」音楽ユニット「花音」「希望の灯り」ライブ映像（2014年3月11日）[18]
- 俳優座70周年記念公演「七人の墓友」舞台美術映像（2014年5月9日～19日、紀伊國屋ホール）[19]
- 資生堂MAJOLICA MAJORCA広告映像（2014年5月21日～）[20]
- ヒメノアキラ「なんでもない日おめでとう」ミュージックビデオ（2014年6月1日～）[21]
- 「UVERworld LIVE TOUR 2014」京セラドーム大阪公演用映像（2014年7月5日、京セラドーム大阪）[22]
- A Great Big World「Say Something」サンドアートミュージックビデオ[23]
- U-Kiss JAPAN LIVE TOUR 2014 ～Memories～演出用映像（2014年7月16日～8月31日、五反田ゆうぽうと、札幌市民ホール、りゅーとぴあ 新潟市民芸術文化会館 劇場、中野サンプラザ、三郷市文化会館、浦安市文化会館、神戸文化ホール 中ホール、広島アステールプラザ 大ホール、NHK大阪ホール、東京エレクトロンホール宮城、森ノ宮ピロティホール、鹿児島市民文化ホール 第2、福岡国際会議場、日本特殊陶業市民会館ビレッジホール、沖縄市民会館）[24]
- U-Kiss JAPAN LIVE TOUR 2014 ～Memories～ RETURNS in BUDOKAN演出用映像（2014年9月12日、日本武道館）[24]
- Road to a cup of Coffee（2014年11月1日～、UCC特設サイトにて配信）[25]
- パナソニックインナーイベント用映像[26]
- AAA ARENA TOUR 2015 10th Anniversary -Attack All Around-演出用映像（日本武道館、大阪城ホール、富士急ハイランド、日本ガイシホール、福岡マリンメッセなど全国９か所公演）
- AAA「ぼくの憂鬱と不機嫌な彼女」ミュージックビデオ（2015年5月13日公式YouTubeチャンネルにて公開）

## イラストレーション（砂絵）
- 「SandArt Clock」SILTコラボiPhoneアプリ（2013、owl team制作）[27]
- 「FIAT FUN SUMMER DRIVE」砂絵の展示（2013年7月19日～8月31日、青山FIATカフェ）[28]
- 「ぼくね、ほんとうはね。」絵本の出版（2014年7月、紀伊国屋本店等、文は川本真琴）[29]
- 「サブレ＝シュル＝サルト」SILTコラボワインパウンドケーキのパッケージ（2014年8月、代々木VILLAGE）[29]
- 「ヒカリノマチ」SILTコラボハーブティーのパッケージ（2014年8月、代々木VILLAGE）[30]
- UCC 2015年カレンダー[25]

## DVD・Blu-ray
- 「嵐フェス'13」（2014年5月21日、ジェイ・ストーム）[31]
- 「U-KISS JAPAN LIVE TOUR 2014 ~Memories~ RETURNS in BUDOKAN」（2014年11月26日、avex trax）[32]
- 「UVERworld LIVE at KYOCERA DOME OSAKA」（2015年04月15日、ソニー・ミュージックレコーズ）[33]
- 「東京号泣教室 〜ROAD TO 2020〜」DVD-BOXvol.3（2015年7月1日、キューブ）[33]

## メディア掲載
- 「ILLUSTRATION」（No204、４ページ特集、2014年10月18日発売、玄光社）[34]